# إريك كارلغرين
إريك كارلغرين (بالسويدية: Erik Carlgren)‏ هو منافس ألعاب قوى سويدي، ولد في 4 ديسمبر 1946.

## وصلات خارجية
- إريك كارلغرين على موقع الاتحاد الدولي لألعاب القوى (الإنجليزية)
- إريك كارلغرين على موقع أوليمبيديا (الإنجليزية)
- إريك كارلغرين على موقع اللجنة الأولمبية السويدية (السويدية)